# Rückzug

Napoleon auf dem Rückzug von Moskau (Historiengemälde)

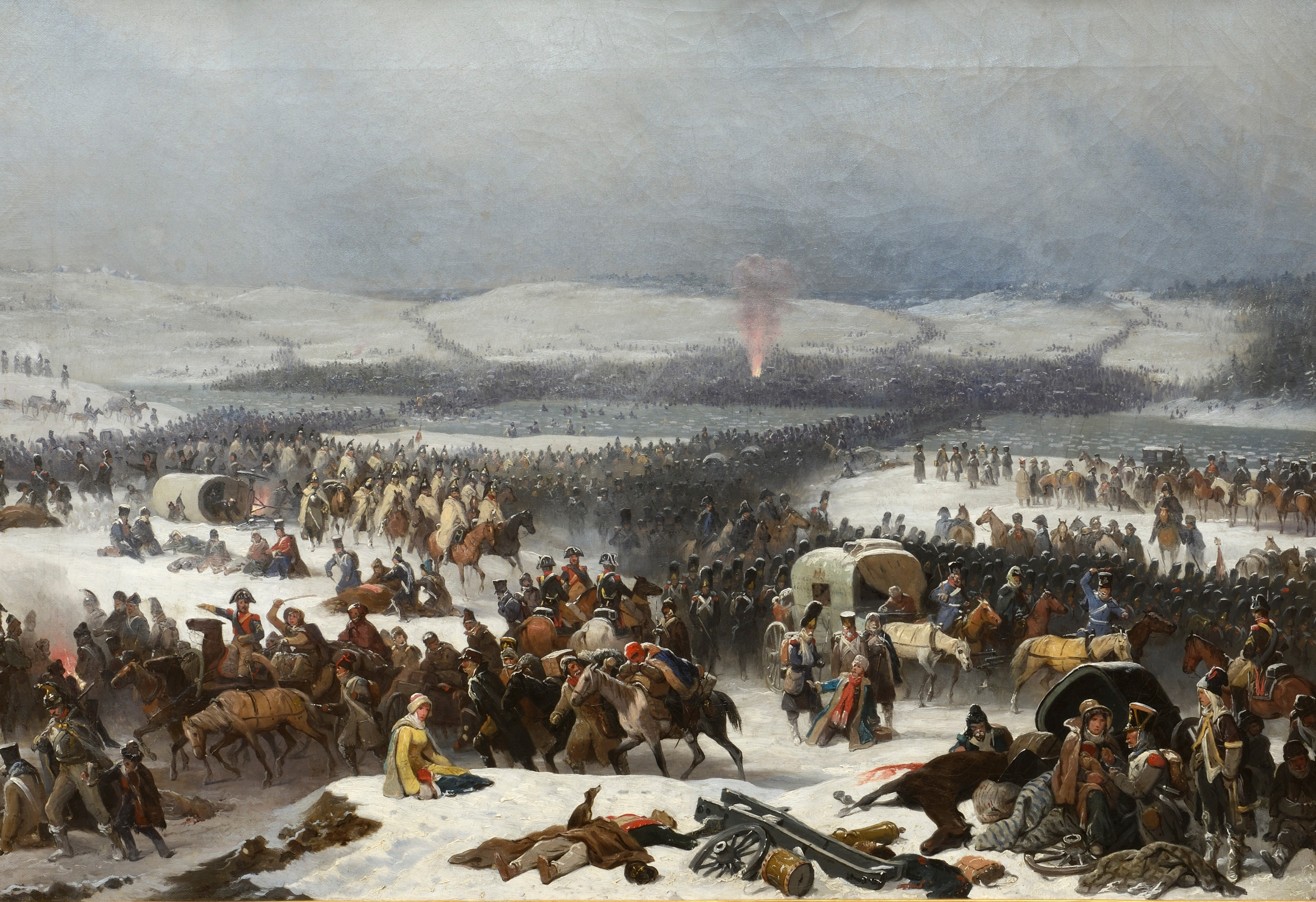
Napoleons Rückzug aus dem Russlandfeldzug über die Beresina

Rückzug oder taktischer Rückzug (richtig: Ausweichen) bezeichnet in der Militärtaktik das gefechtsmäßige Lösen vom Feind.
Es handelt sich um eine überwiegend geordnete Absetzbewegung. Die Flucht verläuft dagegen ungeordnet, unkoordiniert, teilweise ziellos und/oder planlos, mitunter panisch.
Ein Ausweichen kann durch einen Angriff von überlegenen Kräften notwendig werden, wenn der Druck auf die eigenen Truppen zu groß wird. Er wird zumeist erforderlich, wenn die Einkesselung der eigenen Truppe droht oder die aktuelle Front oder Stellung keine optimale Ausgangsposition für weitere Aktionen (offensiv sowie defensiv) bietet, dem Feind dagegen aber gute Möglichkeiten eröffnet (z. B. einen Frontbogen zu schließen). Es wird auch von Ausweichen gesprochen, wenn eine angreifende Truppe nicht erfolgreich ist und sie angewiesen wird, ihren Angriff zu beenden und in ihre Ausgangsstellung zurückzukehren. Ausweichen wird meistens durch eine Nachhut gedeckt.
Ausweichen ist auch eine Gefechtshandlung eines Jagdkampfzuges im Jagdkampf aus dem Versteck oder bei überraschendem Zusammentreffen mit auch unterlegenen Feindkräften, um selbst die Initiative zu behalten und sich nicht in passiven Gefechtshandlungen binden zu lassen.
Geregelter Rückzug unter ständiger Feindeinwirkung wird oft als das schwierigste militärische Manöver überhaupt bezeichnet.
Der Scheinrückzug ist eine Kriegslist. Er wird schon in den 36 Strategemen genannt, die in China wohl im 5. Jahrhundert verfasst wurden: "Ausgeruht den erschöpften Feind erwarten".
Durch einen Scheinrückzug gewannen am 14. Oktober 1066 die französischen Normannen die Schlacht bei Hastings (Herzog Wilhelm der Bastard besiegte die Angelsachsen unter ihrem König Harald II.).
Auch zur mongolischen Kriegführung gehörte der Scheinrückzug.

## Bekannte Beispiele
- Im März 1917 zogen sich die im mittleren Abschnitt der Westfront an der Somme stehenden deutschen Truppen im Unternehmen Alberich in die stark ausgebaute Siegfriedstellung zurück. Zuvor verwüsteten sie das freigegebene Gebiet weitgehend und verminten es teilweise. Die Deutschen verkürzten mit diesem Rückzug die zu verteidigende Frontlinie und zogen sich auf eine Linie zurück, die aufgrund des Geländereliefs an vielen Stellen besonders gut zu verteidigen war.

- Mit dem Sieg über die deutschen Truppen an der Frontlinie vor Amiens – Schwarzer Tag des deutschen Heeres (8. August 1918) war die Wende im Ersten Weltkrieg endgültig besiegelt und die Niederlage Deutschlands nur noch eine Frage der Zeit. An diesem Tag verloren die Deutschen etwa 30.000 Mann, die Hälfte davon geriet in Kriegsgefangenschaft, was Eindruck auf die Oberste Heeresleitung (OHL) machte. Die Stabsoffiziere forderten von Erich Ludendorff die Erlaubnis zum Rückzug, dieser beharrte jedoch auf einer Verteidigung um jeden Preis. Die von ihm angeordnete starre Verteidigung hätte den Panzern der Alliierten (10 Bataillone mit 360 schweren britischen Tanks vom Typ Mark IV, 2 Bataillone mit 96 Kavalleriepanzern vom Typ Mark A sowie 2 Bataillone mit 90 französischen Renault FT)[1] sogar einen noch größeren Erfolg ermöglicht; Ludendorff stimmte schließlich aber einer Rücknahme der Front zu.

- In den Jahren 1934/35 zog sich die chinesische Volksbefreiungsarmee über Tausende Kilometer vor den Truppen der Kuomintang zurück. Dieser Rückzug ging als Langer Marsch in den Gründungsmythos des Maoismus ein.

- Im Mai/Juni 1940 zog sich die britische Armee während der Schlacht um Dünkirchen über den Ärmelkanal nach England zurück. Ihre Bedeutung liegt darin, dass sie eine große Anzahl britischer und anderer alliierter Soldaten vor der deutschen Kriegsgefangenschaft bewahrt hat. Während des deutschen Westfeldzuges war die nordfranzösische Stadt Dünkirchen der letzte Evakuierungshafen der British Expeditionary Force. Es gelang den Briten und Franzosen, den Brückenkopf solange zu verteidigen, bis in der Operation Dynamo vor der Einnahme der Stadt durch die Deutschen über 330.000 alliierte Soldaten[2] in Sicherheit gebracht worden waren. 40.000 alliierte Soldaten, zum größten Teil Franzosen, gingen in deutsche Kriegsgefangenschaft; die Wehrmacht erbeutete 50.000 Fahrzeuge aller Art und anderes schweres Kriegsgerät.

- Der Rückzug aus dem nördlichen Kaukasusvorland im Jahr 1943 war eine der wenigen militärischen Rückzugsoperationen der Wehrmacht, bei der nicht die gesamte Heeresgruppe und das gesamte schwere Gerät verlorenging.

Hitler mischte sich immer wieder in geplante oder laufende Rückzugsoperationen seiner Generäle ein und glaubte, durch Durchhalteparolen oder -befehle wie "bis zum letzten Mann" (oder Stein oder Blutstropfen) etwas bewirken zu können. Das führte häufig dazu, dass Truppenteile in Festen Plätzen eingekesselt wurden oder der Rückzug überstürzt "in letzter Minute" (befohlen bzw. genehmigt oder ungenehmigt) erfolgte. Die Wehrmacht führte zahlreiche Rückzugsgefechte
- an der Ostfront nach den Niederlagen in der Schlacht von Stalingrad (Winter 1942/1943) und am Kursker Bogen (Sommer 1943). Die Rückzuge endeten im Kessel von Halbe (südöstlich von Berlin) und in der Schlacht um Berlin.

- an der Westfront:
  - seit der Landung der Alliierten auf Sizilien im Juli 1943, sehr erfolgreicher deutsch-italienischer Rückzug
  - seit Juni 1944 gegen die Alliierten nach ihrer Landung in der Normandie
  - seit August 1944, als die Westalliierten im Rhone-Delta gelandet waren
  - 1945 beim Scheitern der Ardennenoffensive und dem Unternehmen Nordwind und ab dann auf ganzer Breite der Front; ein Teil des Rückzugs endete im April 1945 im Ruhrkessel (im Rheinland, im Ruhrgebiet und in Westfalen)